# AMD K5
Pour les articles homonymes, voir K5.
AMD 5x86 AMD K6
L'AMD K5 est un microprocesseur x86, pour Socket 5 et Socket 7, construit par AMD, et présenté pour la première fois en 1995. Il remplaça l'AMD 5x86, et fut suivi par le K6. Il est comparable au Cyrix 6x86, mais seul le K5 possède une architecture interne en RISC. Tous les modèles ont 4,3 millions de transistors. Aucun K5 ne supporte les instructions MMX.
Il y avait deux sortes de processeurs K5, appelés en interne les séries « SSA/5 » et « 5k86 », tous les deux lancés sous le nom K5. 
La ligne des « SSA/5 » fonctionnait entre 75 et 100 MHz. La ligne « 5k86 » fonctionnait entre 90 et 133 MHz. Cependant, AMD utilisa dans sa communication une « fréquence équivalente » appelée « P.Rating » : 
les processeurs K5 étaient désignés par la fréquence d'un processeur Pentium de performances équivalentes. Ainsi, un processeur cadencé à 116 MHz de la deuxième ligne lancée sur le marché le fut sous le nom « K5 PR166 ». Mais à cause de son pipeline trop court, ce processeur ne pouvait pas beaucoup monter en fréquence[pas clair].
Les retards de fabrication ont fait que l'arrivée du PR200 s'est presque alignée sur la sortie du K6. Comme AMD ne voulait pas que les deux processeurs soient en compétition, le K5-PR200 n'a été produit qu'en petite quantité.
Les modèles lancés furent les suivants :
- SSA/5
  - K5 PR75 (75 MHz), 1995
  - 1995 K5 PR90 (90 MHz), 1995
  - 1995 K5 PR100 (100 MHz), 1996
- 5k86
  - K5 PR120 (90 MHz), 1996
  - 1996 K5 PR133 (100 MHz), 1996
  - 1996 K5 PR166 (116 MHz), 1997
  - 1996 K5 PR200 (133 MHz), 1997

## K5 (model 0, 500 & 350 nm)

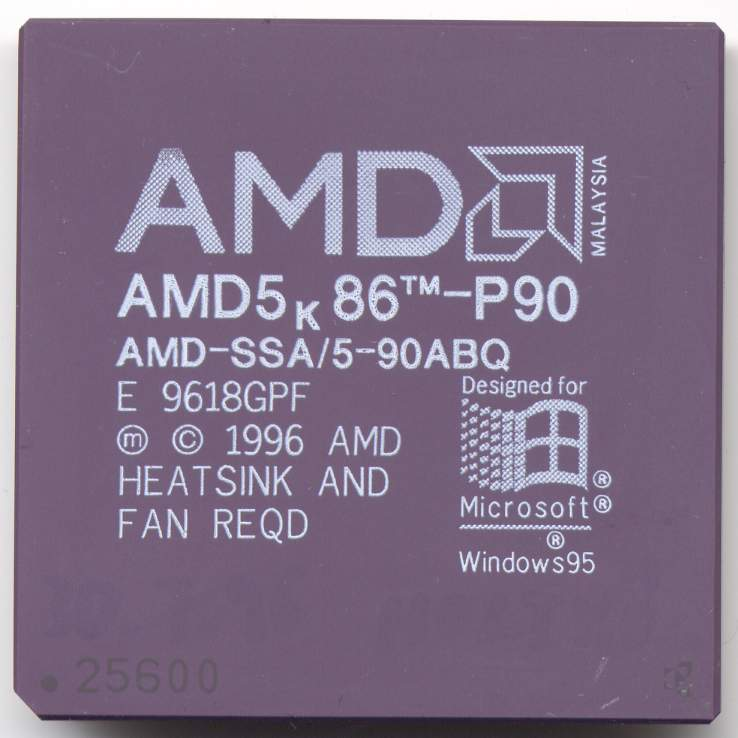
AMD 5k86-P90 (SSA/5)

- CPU-ID : 5-0-0, 5-0-1: Les références de pièce qui contiennent "SSA/5" sont des 500 et celles qui contiennent "K5-PR" sont des 501
- Transistors : 4,3 millions
- Taille de la puce : 251 mm² (SSA/5), 161 mm² (K5-PR)
- Procédé de fabrication : 500 nm (SSA/5), 350 nm (K5-PR)

| Numéro de modèle | Fréquence | FSB    | Multiplicateur | Tension (V) | TDP (W) | Socket            | Date de sortie | Référence(s) de pièce           | Prix (USD) |
| ---------------- | --------- | ------ | -------------- | ----------- | ------- | ----------------- | -------------- | ------------------------------- | ---------- |
| K5-75            | 75 MHz    | 50 MHz | 1.5x           | 3,525       | 11,8    | Socket 5 Socket 7 | 27 mars 1996   | AMD-K5-PR75ABR AMD-SSA/5-75ABR  | 75         |
| K5-90            | 90 MHz    | 60 MHz | 1.5x           | 3,525       | 14,3    | Socket 5 Socket 7 | 27 mars 1996   | AMD-K5-PR90ABQ AMD-SSA/5-90ABQ  | 99         |
| K5-100           | 100 MHz   | 66 MHz | 1.5x           | 3,525       | 15,8    | Socket 5 Socket 7 | 17 juin 1996   | AMD-K5-PR100ABQ AMD-K5-PR100ABR | 84         |

## K5 (model 1, 350 nm)
- CPU-ID : 5-1-1
- Transistors : 4,3 millions
- Taille de la puce : 181 mm²
- C'est la première famille de processeurs K5 dont la fréquence interne était inférieure à la fréquence spécifiée.

| Numéro de modèle | Fréquence (MHz)     | FSB (MHz) | Multiplicateur | Tension (V) | TDP (W) | Socket            | Date de sortie | Référence(s) de pièce           | Prix (USD) |
| ---------------- | ------------------- | --------- | -------------- | ----------- | ------- | ----------------- | -------------- | ------------------------------- | ---------- |
| K5-120           | 90 * (spécifié 120) | 60        | 1.5x           | 3,525       | 12,6    | Socket 5 Socket 7 | 7 octobre 1996 | AMD-K5-PR120ABQ AMD-K5-PR120ABR | 106        |
| K5-133           | 100 (spécifié 133)  | 66        | 1.5x           | 3,525       | 14      | Socket 5 Socket 7 | 7 octobre 1996 | AMD-K5-PR133ABR AMD-K5-PR133ABQ | 134        |

## K5 (model 2, 350 nm)
- CPU-ID : 5-2-4
- Transistors : 4,3 millions
- Taille de la puce : 181 mm²

| Numéro de modèle | Fréquence                | FSB    | Multiplicateur | Tension (V) | TDP (W) | Socket            | Date de sortie  | Référence(s) de pièce                           | Prix (USD) |
| ---------------- | ------------------------ | ------ | -------------- | ----------- | ------- | ----------------- | --------------- | ----------------------------------------------- | ---------- |
| K5-150           | 105 MHz (spécifié 150)   | 60 MHz | 1.75x          | 3,525       | ?       | Socket 5 Socket 7 | janvier 1997    | AMD-K5-PR150ABR                                 | 106        |
| K5-166           | 116.7 MHz (spécifié 166) | 66 MHz | 1.75x          | 3,525       | 16,4    | Socket 5 Socket 7 | 13 janvier 1997 | AMD-K5-PR166ABQ AMD-K5-PR166ABR AMD-K5-PR166ABX | 167        |

## K5 (model 3, 350 nm)
- CPU-ID : 5-3-4
- Transistors : 4,3 millions
- Taille de la puce : 181 mm²

| Numéro de modèle | Fréquence              | FSB    | Multiplicateur | Tension (V) | TDP (W) | Socket            | Date de sortie | Référence(s) de pièce | Prix (USD) |
| ---------------- | ---------------------- | ------ | -------------- | ----------- | ------- | ----------------- | -------------- | --------------------- | ---------- |
| K5-200           | 133 MHz (spécifié 200) | 66 MHz | 2x             | 3,525       | ?       | Socket 5 Socket 7 | 1997           | AMD-K5-PR200ABX       | ?          |